# All-in-one рачунар
All-in-one рачунар (који се назива и AIO) је тип персоналног рачунара који интегрише компоненте рачунара, као што су CPU, монитор и звучници, у једну јединицу. Заузима мањи отисак од стоног рачунара, а такође користи мање каблова.   

## Предности и мане
Неке предности all-in-one рачунара у поређењу са другим факторима форме укључују лакше подешавање, смањен физички отисак, лакоћу транспорта и могућност повезивања са рачунаром преко екрана осетљивог на додир (сада уобичајена опрема). Неки недостаци укључују генерално скупље од стоних рачунара, недостатак прилагодљивости—већина интерног хардвера као што су RAM и SSD, посебно у машинама из касних 2010-их, залемљена је на матичну плочу—недостатак путева за надоградњу за CPU, RAM и технологију екрана и потешкоће поправке. Дизајн доводи до прегревања, присиљава све компоненте да буду близу једна другој и узрокује минималан проток ваздуха. Поседовање снажнијих процесора и графичких картица доводи до прегревања што доводи до неефикасности.

## Историја
Овај фактор форме био је популаран током раних 1980-их за персоналне рачунаре намењене за професионалну употребу као што су Commodore PET,  Озборн 1,  TRS-80 Model II,  и Datapoint 2200.  Многи произвођачи кућних рачунара као што су Commodore и Atari укључили су матичну плочу рачунара у исто кућиште као и тастатура; ови системи су најчешће били повезани са телевизором.  Apple је произвео неколико популарних примера all-in-one рачунара, као што су компактни Macintosh из средине 1980-их и раних 1990-их, Macintosh LC 500 серија средином 1990-их, eMac од 2002. до 2006. и iMac серија од 1998. до данас.
Од раних 2000-их, неки all-in-one рачунари, као што је iMac G4, користе компоненте лаптопа како би смањили величину кућишта система.  До средине 2000-их, многи дизајни all-in-one су користили дисплеје са равним екраном (углавном LCD), а каснији модели су укључивали екране осетљиве на додир, што им је омогућавало да се користе слично као и мобилни таблет.
Као и већина лаптопова, неке all-in-one десктоп рачунаре карактерише немогућност прилагођавања или надоградње унутрашњих компоненти, пошто кућишта система не пружају згодан приступ компонентама које се могу надоградити, а грешке у одређеним аспектима хардвера могу захтевати читав рачунар који треба заменити, без обзира на исправност његових преосталих компоненти.  Било је изузетака од овога; Део монитора HP Z1 радне станице може да се постави равно под углом и да се отвори као хауба возила ради приступа унутрашњем хардверу. 